# Szent Calogero
Szicíliai Szent Calogero latinosan Calocerus (Calcedonia, 466. – Monte Kronio, 561. június 18.) trákiai születésű szicíliai remete, misszionárius szerzetes, a katolikus és az ortodox egyház szentje. Görög eredetű nevének jelentése szép öreg átvitt értelemben jó pásztor. Szoborábrázolásain általában fekete szentként jelenik meg, gyakran hivatkoznak rá a köznyelvben is fekete szentként (santo nero).

Emlékezetét elsősorban Szicíliában, főleg Sciacca és Agrigento közelében, illetve a Messina melletti Monastero di Fregalà kolostorban őrzik, személyéhez sok hagyomány kötődik. Több olasz városban évente rendeznek körmenetet a tiszteletére. Június 18. Szent Calogero napja.

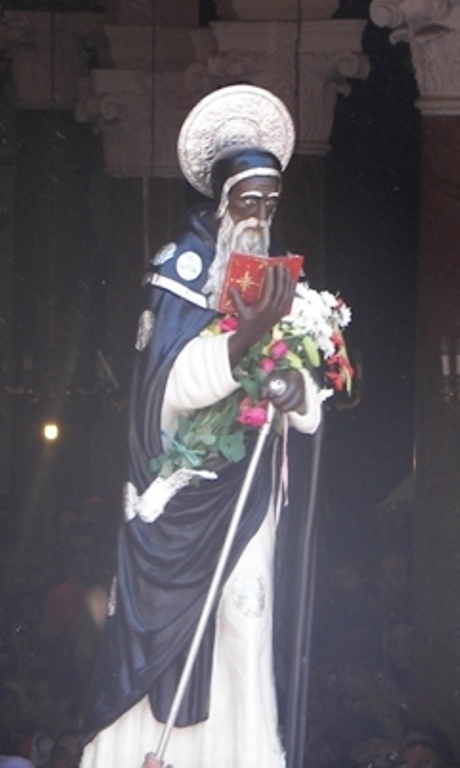
Szent Calogero

## Élete
Mivel a 2. és 5. század között több hasonló nevű szent illetve remete is élt, így életére vonatkozó feljegyzések ködösek, nem egyértelműek. Mivel pontos források nem állnak rendelkezésre, születési helyét és életét illetően főként a hagyományokra támaszkodhatunk. Ezek szerint a Trákiában található, 46-tól római, majd bizánci fennhatóság alatt álló Calcedonia di Bosforóban született. Gyermekkora óta böjtölt, imádkozott és a Szentírást tanulmányozta. A 9. és 16. század között Szicíliában használt, szicíliai dialektusban íródott zsolozsmakönyvbeli Apostolok cselekedetei említése szerint Rómába zarándokolt és III. Félix pápától engedélyt kapott az elvonult remeteéletre. A történet szerint ekkor látomásban angyali indíttatást kapott Szicília megtérítésére.

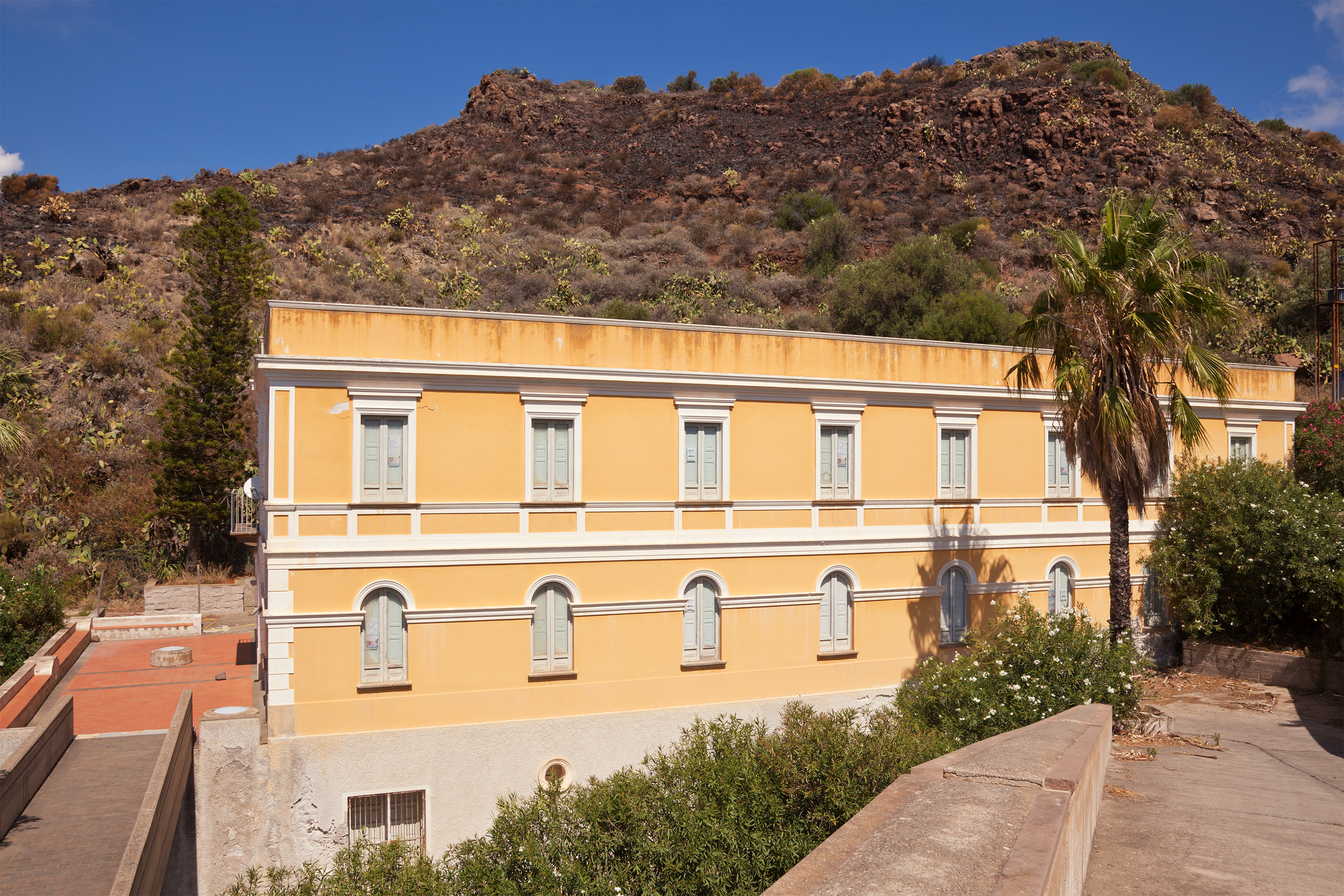
San Calogero termálfürdő

Visszatért hát Rómába, majd a pápa engedélyével, Filippo, Onofrio és Archileone szerzetesek társaságában térítő útra indult Szicíliába. Négyük közül Calogero feladata volt a Lipari-szigetek lakóinak keresztény hitre térítése. Az evangélium hirdetése mellett megtanította őket, hogyan alkalmazzák a gyógyvizeket különféle betegségek gyógyítására. Még ma is őrzi nevét Lipari Terme di San Calogero termálforrása.
A legenda szerint később egy újabb látomást követve hagyta el a Lipari-szigeteket és partra szállt a szicíliai Sciaccában, hogy ott folytassa a hittérítést. A város mellett ma az a hegy őrzi a nevét, melyen a néphit szerint ő maga élt barlangban.

## Kultusza

### Legendák
- I. Gergely pápa Dialógusaiban szerepel egy történet Szent Calogero egyik látomásáról, melyben megjövendölte a latinokat üldöző Nagy Theodorik keleti gót király halálát: Calogero a jelenésben azt látta, ahogy a király halála után a lelkét a Vulcano sziget kráterébe dobják. A király halálának napját és pontos idejét is megjósolta, mely a történet szerint be is teljesült.[2]
- Szicíliában Calogero nevét őrzi a Termini Imerese, Caccamo és Sciara települések közötti Monte San Calogero. A hagyomány szerint a szent ezen a hegyen élt, és lábnyomát is itt hagyta egy sziklában, miközben a hegyet uraló démonokkal küzdött. A hegycsúcson szentélyt avatott Szűz Mária tiszteletére, mely ma magának Szent Calogerónak állít emléket.[2]
- A szent halálának körülményeiről szól Siero vadász mondája. A történet szerint amikor Calogero 90 éves lett, már nem tudott gondoskodni az élelméről. Ezért az Úr egy őzt küldött, hogy tejével táplálja. Egy napon egy Siero nevű vadász meglátta az állatot és nyíllal megsebezte. A sebesült állatot követve hatolt be a remete barlangjába, ahol látta az állatot kimúlni Calogero karjaiban. Ekkor látta meg, hogy mit tett, de a szent megbocsátott a bűnbánó vadásznak, megkeresztelte őt és beavatta a vulkanikus barlangok gyógyerejű gőzeinek titkába is. A vadász így a tanítványa lett, gondoskodott róla a barlangjában. A szarvas megölése utáni negyvenedik napon a vadász holtan találta a remetét, aki még holtában is az oltár előtt térdelt. A legenda szerint ez 561 június 17. és 18. között történt, ezért ez Szent Calogero napja.[2]

### Ünnepek és néphagyományok

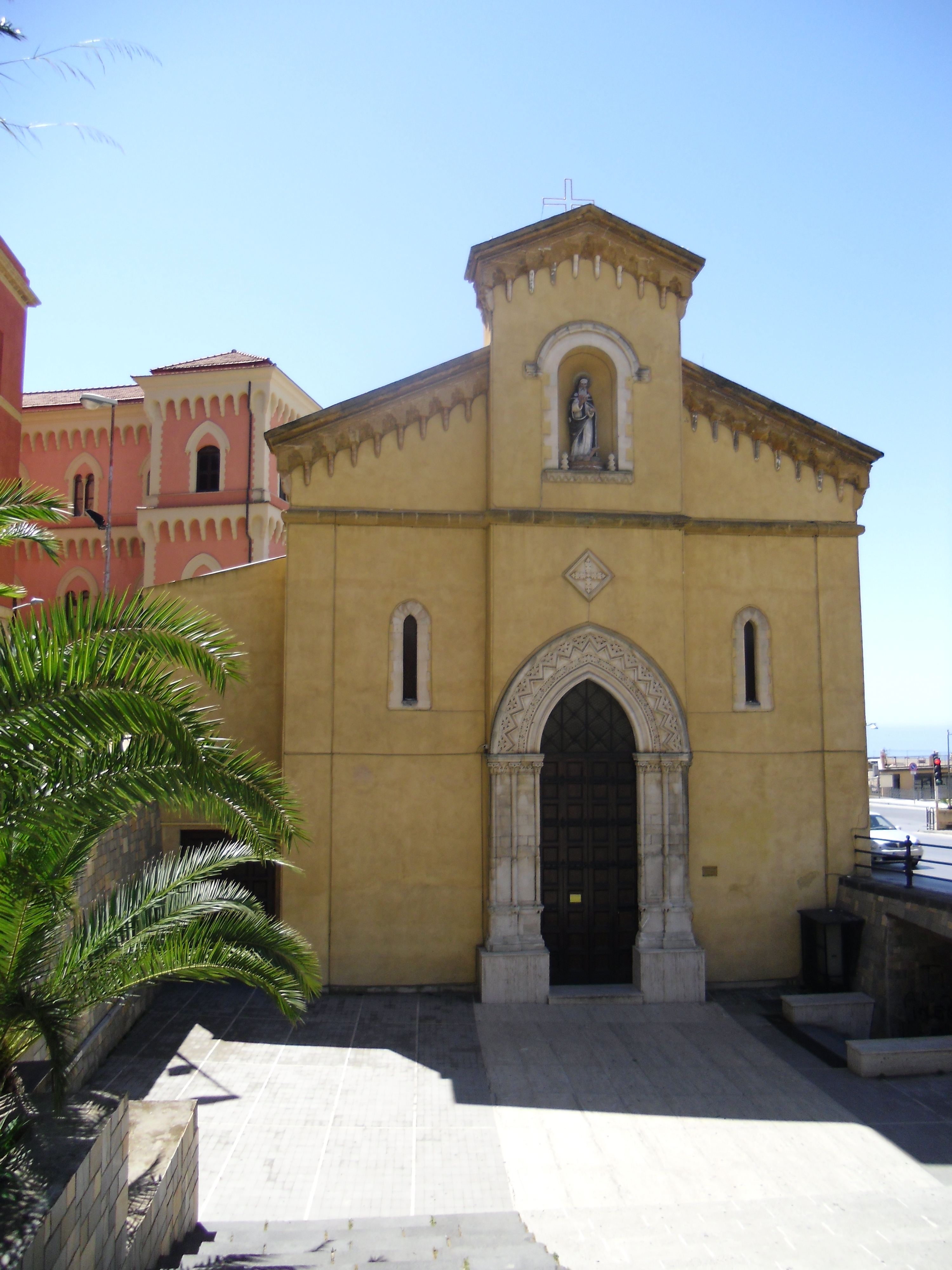
Az agrigentói Szent Calogero templom

A Szent Calogero tiszteletére rendezett ünnepek közül talán a legkiemelkedőbb az agrigentói. A nyolcnapos ünnepet július első és második vasárnapja között tartják, számos vallási és kulturális program kíséri. Az ünnepkörhöz kapcsolódó népszokások misztikus, vallásos és kereszténység előtti jegyeket is hordoznak. Az események középpontjában Szent Calogero áll, akit szicíliai hittérítése és a pestisjárvány alatti jótéteményei miatt tisztelnek. Az ünnepi hét alatt a városiak mezítláb mennek a Calogerónak szentelt templomba, az újszülötteket jellegzetes fehér ruhába öltöztetik.
Az ünnepi előkészületek július első vasárnapja előtti kedden megkezdődnek, amikor misét celebrálnak a városba érkező zarándokok üdvözlésére. Ekkor gyújtják meg városszerte az utcák ünnepi fényeit. A városiakból alakult dobos és fúvószenekarok körbejárnak a városban, jelezve az ünnep közeledtét, az utcákon pedig különféle ünnepi édességeket árusító standok jelennek meg.

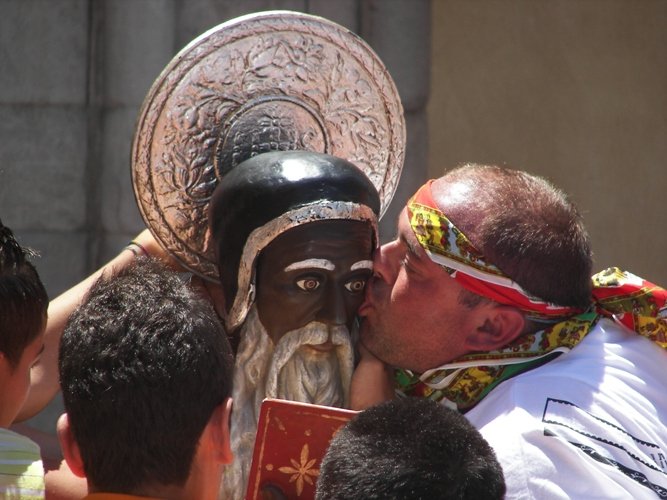
Az agrigentói körmenet egy jelenete

A nap folyamán több misét tartanak, majd délben kezdődik a nappali körmenet. Ekkor a szent faszobrát elmozdítják a szentélyből, hogy az önkéntes városi férfiak a vállukon körbehordozhassák a városban. A körmenet Agrigento óvárosában egy hagyományos útvonalon halad, melyet a dobos és fúvószenekar is kísér. A városban haladva a körmenet többször megáll, a szobrot leteszik a hordozók, ekkor a hívek igyekeznek felmászni a szobor talapzatán, hogy szerencsehozó csókot adhassanak a szent faszobrának. A szoborhoz újszülötteket is felemelnek, hogy hozzáérinthessék, melyet a tömeg hangos ovációja fogad. Ezt követően a hordozók újra felemelik a szobrot és továbbhalad a körmenet. Hagyományosan ekkor dobálnak a szobor körül tömörülő hívek kis kenyereket a szobor felé, mellyel a remete legendáját idézik. A körmenetet este ismét megtartják, a menetet fáklyák és lámpák világítják meg. A tengerre néző korzóra nagy tömeg gyűlik, hogy lássa az ünnepi tűzijátékot. A körmenet éjfélre ér vissza a templomhoz.
Az ünnepi héten vallásos programokat tartanak, imádkoznak, a házakra pedig Szent Calogeróhoz szóló könyörgéseket tűznek ki. Az ünnepi hetet az első vasárnapihoz hasonló körmenetek zárják.
Hasonló ünnepeket más szicíliai városok is tartanak Szent Calogero tiszteletére, melyek különbözhetnek időpontjukban, időtartamukban és egyes szokásokban. Naróban az agrigentóihoz hasonlóan nyolcnapos az ünnep, de június 18-án kezdődik. A város Szent Calogerónak szentelt templomából ekkor körmeneten viszik át a szent faszobrát a város egy másik, Madricenek szentelt templomába. Az ünnep alatt kerül sor a fogadalmi kenyér sütésére, szentelésére és szétosztására, mellyel Calogero egykori szegények közti kenyérosztására emlékeznek. Sciaccában az ünnep Pünkösd keddre esik, a hívek csoportja együtt teszi meg a 7-8 km hosszú sétautat a Monte San Calogerón található szentélyhez. Realmontében az ünnep háromnapos, augusztus első vagy második hétvégéjén tartják. Sajátos eleme az ünnepüknek a Pignate játék, mely során a helyiek az utcára agyagedényeket lógatnak az erkélyekről, a vállalkozó kedvűeknek ezeket kell összetörniük egy bot segítségével. Ehhez párba állnak, egyikük beköti a szemét, a másik, aki a botot fogja, az ő vállán ülve igyekszik az edényeket eltalálni.
A felsoroltak mellett több más városban is rendeznek ünnepséget Szent Calogero tiszteletére, ezek többek között Cezarò, Petralia Sottana, Caltavuturo, Campofranco, San Salvatore di Fitalia, Realmonte, Mussomeli, Porto Empedocle. Az ünnepek gyakori közös eleme az ünnepi mise, a zarándoklat, a fekete faszent körbehordozása, a kenyérszentelés illetve különféle tréfás-ügyességi játékok.